# Mistrzostwa Afryki w Lekkoatletyce 2010 – rzut oszczepem mężczyzn
Rzut oszczepem mężczyzn – jedna z konkurencji rozegranych podczas lekkoatletycznych mistrzostw Afryki w Nairobi
Złoty medal – pierwszy raz w karierze – zdobył reprezentant Egiptu Ihab Abd ar-Rahman as-Sajjid.

## Terminarz
| Data            | Godzina | Runda |
| --------------- | ------- | ----- |
| 1 sierpnia 2010 | 14:10   | Finał |

## Rekordy
Tabela prezentuje rekord świata, Afryki oraz czempionatu Afryki, a także najlepsze rezultaty w Afryce i na świecie w sezonie 2010 przed rozpoczęciem mistrzostw.
| Rekord świata            | Jan Železný            | 98,48 | Jena             | 25 maja 1996     |
| Rekord Afryki            | Marius Corbett         | 88,75 | Kuala Lumpur     | 21 września 1998 |
| Rekord mistrzostw Afryki | Tom Petranoff          | 87,26 | Belle Vue Maurel | 28 czerwca 1992  |
| Listy światowe           | Andreas Thorkildsen    | 90,37 | Florø            | 29 maja 2010     |
| Listy afrykańskie        | John Robert Oosthuizen | 82,96 | Port Elizabeth   | 19 lutego 2010   |

## Rezultaty

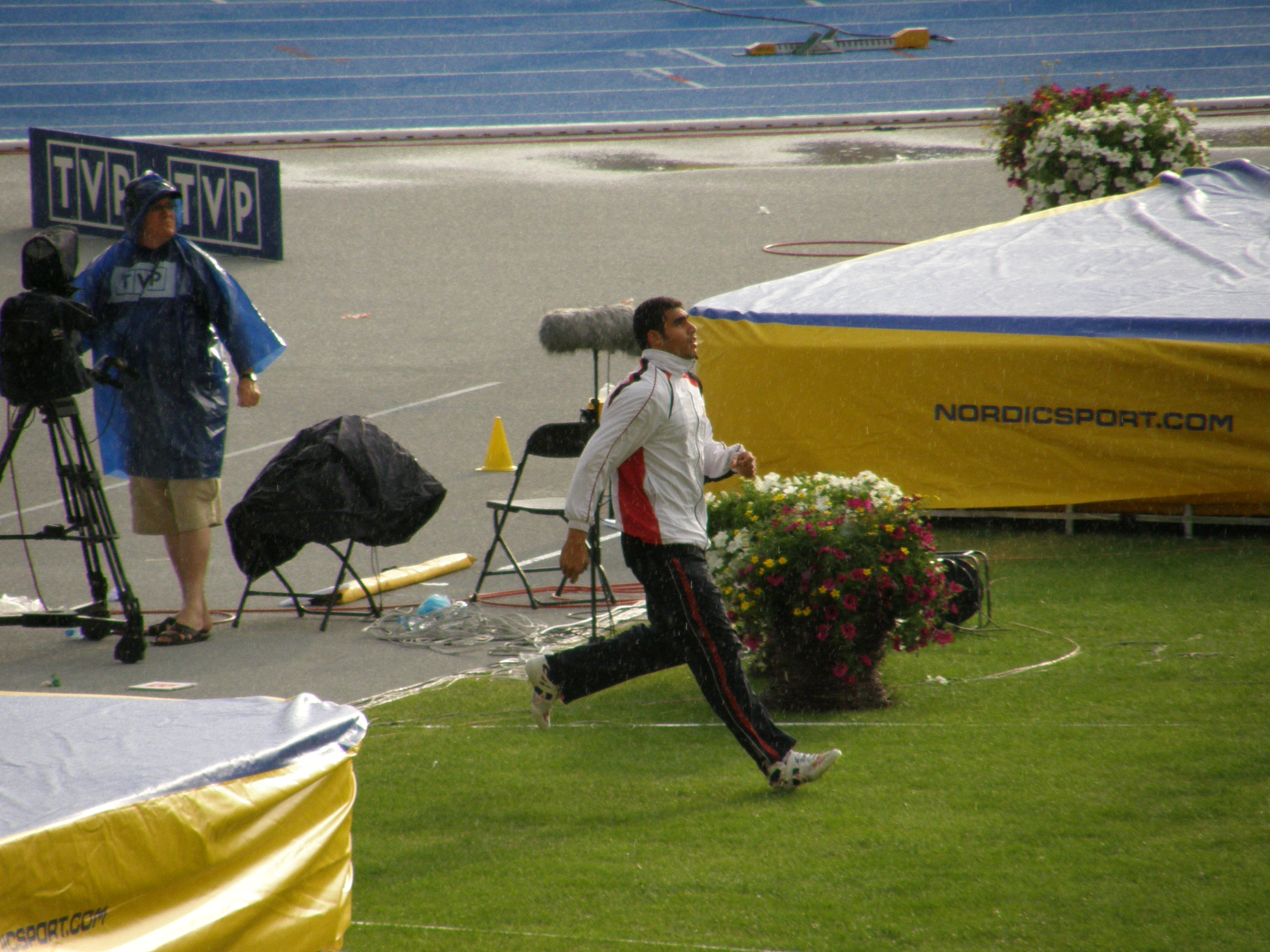
Złoty medalista Ihab Abd ar-Rahman as-Sajjid w 2008

### Finał
Rozegrano tylko rundę finałową, która odbyła się 1 sierpnia. Złoty medal, rzutem w piątej serii, zapewnił sobie Egipcjanin Ihab Abd ar-Rahman as-Sajjid.
| Poz. | Imię i nazwisko              | Reprezentacja                 | 1     | 2     | 3     | 4     | 5     | 6     | Rezultat | Uwagi |
| ---- | ---------------------------- | ----------------------------- | ----- | ----- | ----- | ----- | ----- | ----- | -------- | ----- |
|      | Ihab Abd ar-Rahman as-Sajjid | Egipt                         | 74,94 | 74,78 | 77,19 | 77,09 | 78,02 | X     | 78,02    | SB    |
|      | Gerhardus Pienaar            | Południowa Afryka             | 74,97 | 73,77 | X     | 73,77 | 75,20 | 75,96 | 75,96    |       |
|      | Julius Yego                  | Kenia                         | 71,70 | 70,54 | 74,51 | 72,29 | 71,67 | 72,95 | 74,51    | SB    |
| 4    | Ulrich Damon                 | Południowa Afryka             | 64,90 | 66,00 | 71,18 | 68,44 | 65,69 | 71,50 | 71,50    |       |
| 5    | Tobie Holtzhausen            | Południowa Afryka             | 63,54 | 66,77 | 61,42 | 61,41 | 65,40 | 65,08 | 66,77    |       |
| 6    | Mitku Tilahun                | Etiopia                       | 65,02 | 61,58 | 64,71 | 60,65 | X     | 56,23 | 65,02    |       |
| 7    | Patrick Kibwota              | Uganda                        | 63,88 | 62,54 | 64,22 | X     | 62,21 | 60,22 | 64,22    |       |
| 8    | Michael Rono                 | Kenia                         | X     | 55,97 | 64,11 | 63,39 | 63,22 | 62,02 | 64,11    | SB    |
| 9    | Moctar Djigui                | Mali                          | 63,14 | 61,88 | 60,72 |       |       |       | 63,14    |       |
| 10   | Sammy Keskeny                | Kenia                         | 63,10 | X     | 61,38 |       |       |       | 63,10    |       |
| 11   | Jean Luck Mukoko             | Demokratyczna Republika Konga | 49,24 | 46,16 | X     |       |       |       | 49.24    |       |
| 99 ! | Mohamed Ali Kebabou          | Tunezja                       |       |       |       |       |       |       | DNS      |       |
| 99 ! | Manuella Kombo               | Republika Środkowoafrykańska  |       |       |       |       |       |       | DNS      |       |
| 99 ! | Msama Mpundu                 | Zambia                        |       |       |       |       |       |       | DNS      |       |